# Stockstadt am Main
Stockstadt am Main település Németországban, azon belül Bajorországban. Lakosainak száma 8203 fő (2023. december 31.). Stockstadt am Main Kleinostheim, Mainaschaff, Aschaffenburg, Babenhausen és Mainhausen községekkel határos.

## Népesség
A település népessége az elmúlt években az alábbi módon változott:
| Lakosok száma | 1277 | 3922 | 6347 | 6615 | 7652 | 7855 | 7980 | 8020 | 8018 | 8203 |
|               | 1875 | 1950 | 1975 | 1987 | 2012 | 2014 | 2016 | 2017 | 2021 | 2023 |